# Vinh Sơn Đỗ Yến
Vinh Sơn Đỗ Yến là một linh mục dòng Đa Minh tử vì đạo dưới triều vua Minh Mạng, được Giáo hội Công giáo Rôma tôn phong Hiển Thánh vào năm 1988.  
Ông sinh năm 1764 tại Trà Lũ, xứ Phú Nhai, tỉnh Nam Định (nay thuộc giáo xứ Phú Nhai, xã Xuân Phương, huyện Xuân Trường, tỉnh Nam Định, Giáo phận Bùi Chu). Năm 1798, ông được truyền chức linh mục. Ông từng bị bắt nhưng được giáo dân dùng tiền chuộc về. Ngày 22 tháng 7 năm 1807, ông gia nhập dòng Đa Minh, từng đảm trách xứ Kẻ Mốt trước khi về Kẻ Sặt, Hải Dương. Năm 1838, chiếu chỉ cấm đạo của vua Minh Mạng được thi hành triệt để, nhà thờ Kẻ Sặt bị triệt hạ, ông phải lẩn trốn trong nhà dân. Sau đó, ông bị bắt tại họ Lực Điền, Hưng Yên. Tuần phủ Hải Dương nói ông khai mình là lang y để có cớ tha nhưng ông ông từ chối. Ngày 30 tháng 6 năm 1838, ông bị xử ở pháp trường gần họ Bình Lao, cách thành Hải Dương một cây số về phía Tây. Quan cho vải liệm, truyền khâu đầu và cho phép tín hữu họ Bình Lao đưa về an táng. Tám tháng sau, cải táng vào nhà thờ Thọ Ninh. 